# Football Club Internazionale Milano 2017-2018
Questa voce raccoglie le informazioni riguardanti il Football Club Internazionale Milano nelle competizioni ufficiali della stagione 2017-2018.

## Stagione

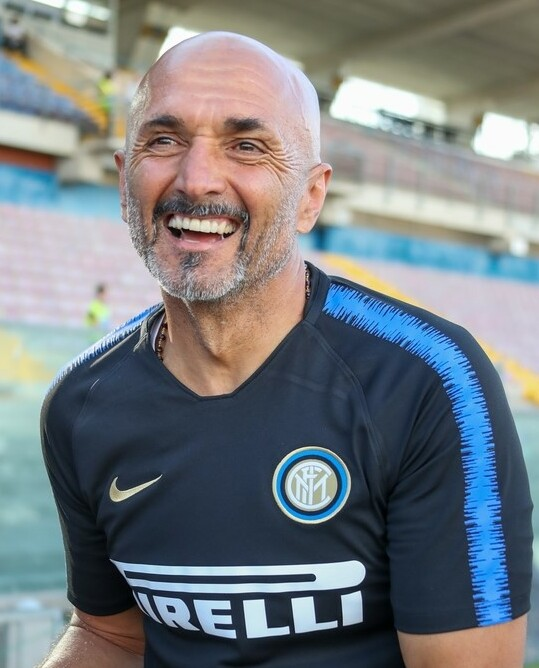
Luciano Spalletti, alla prima stagione sulla panchina dell'Inter, riporta i nerazzurri in Champions League dopo sei stagioni.

Alla fallimentare annata 2016-2017 seguì l'ingaggio di Luciano Spalletti, reduce dalla qualificazione alla UEFA Champions League con la Roma. Il ritorno nella massima competizione europea rappresentava il principale obiettivo stagionale dei nerazzurri, assenti da sei anni in tale torneo e non accreditati tra le pretendenti al titolo. Il mercato conobbe un pesante smantellamento della rosa, con le cessioni di Gabriel Barbosa, Murillo, Kondogbia, Banega, Jovetić, Felipe Melo e Palacio; la campagna acquisti vide gli innesti di Škriniar e Cancelo in difesa, Borja Valero e Dalbert a centrocampo, nonché di Vecino, a supportare in attacco il confermato e scalpitante Icardi.
L'esordio in campionato fece ben sperare e le aspettative iniziali furono ripagate, dato che i nerazzurri conquistarono 40 punti nelle prime sedici giornate: al primato in classifica, conquistato a inizio dicembre, corrispose anche l'imbattibilità, fatto che non trovava eguali nel resto del campionato. Tale statistica permise anche più volte il raggiungimento della vetta, con concorrenti il Napoli e i pluricampioni uscenti della Juventus.
A dicembre, tuttavia, arrivarono i primi segni di cedimento: dopo una goleada a San Siro contro il Chievo ebbe infatti inizio un'involuzione di risultati, originata dalla sofferta vittoria casalinga in Coppa Italia contro il Pordenone, formazione di Serie C, domato solo ai tiri di rigore dopo lo 0-0 dei tempi supplementari; successivamente i nerazzurri persero terreno dalla vetta, dapprima impattando a reti bianche sul terreno della Juventus e poi conseguendo due sconfitte consecutive in campionato, contro Udinese e Sassuolo. Culmine della crisi fu l'eliminazione dalla coppa nazionale in una stracittadina contro il Milan, prevalso nei supplementari con un gol di Cutrone.

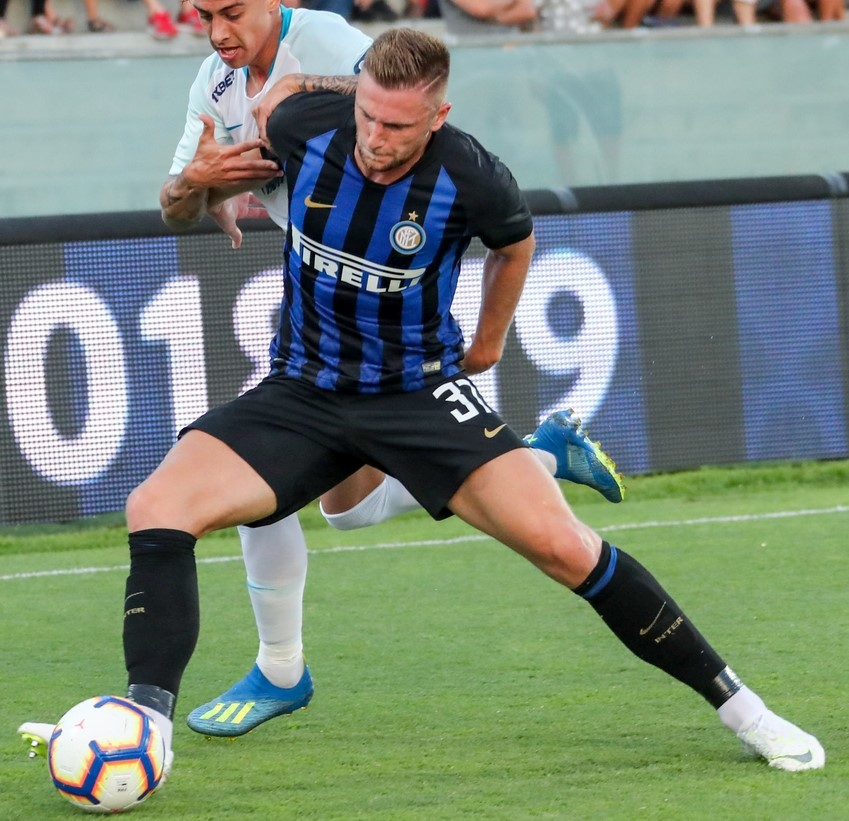
Milan Škriniar, arrivato in estate tra qualche scetticismo, fornisce fin da subito un ottimo rendimento e a fine stagione emerge tra i migliori dei nerazzurri.

Il mercato invernale non vide grosse operazioni: ceduto João Mário, la Beneamata scommise in prestito sul blaugrana Rafinha in attacco. Malgrado ciò, lo scenario del campionato non mutò: fatta salva la facile vittoria contro il fanalino di coda Benevento, la squadra incappò in ben sei pareggi contro formazioni inferiori (quali SPAL, da cui venne peraltro raggiunta al fotofinish, e Crotone) e una sconfitta a Marassi contro il Genoa, la quale annullò ogni possibilità di scudetto. Tornata al successo solamente a metà febbraio, la formazione ridimensionò le aspettative, con l'obiettivo di conquistare quantomeno l'accesso in zona Champions.
La corsa si complicò nelle battute conclusive del torneo: dapprima le cadute con le sabaude – a Torino coi granata, per mano dell'ex Ljajić, e a Milano nel derby d'Italia, coi padroni di casa clamorosamente rimontati di due gol in prossimità del fischio finale –, e poi l'ulteriore rovescio interno col Sassuolo, spinsero definitivamente la Roma al terzo posto. I nerazzurri furono pertanto chiamati a uno «spareggio» con la Lazio, avendo l'obbligo di battere i biancocelesti per agganciarli a pari punti e quindi superarli grazie alla classifica avulsa.
Nella capitale, dove sedici anni prima era stato perso uno scudetto che sembrava ormai acquisito, l'Inter ottenne una vittoria in rimonta per 3-2 grazie al gol decisivo di Vecino e conquistò la qualificazione in Champions League a sei anni di distanza dalla precedente partecipazione alla massima competizione continentale; i milanesi chiusero il campionato al quarto posto, avendo la meglio dei romani in virtù del migliore ruolino negli scontri diretti. Icardi vinse inoltre il titolo di capocannoniere con 29 gol, a pari merito proprio con un laziale, Immobile.

## Divise e sponsor

Il logo realizzato per le celebrazioni dei 110 anni del club nerazzurro.

Lo sponsor tecnico per la stagione 2017-2018 è Nike, mentre gli sponsor ufficiali sono Pirelli e Driver, quest'ultimo come back sponsor.
La prima maglia presenta un design moderno, ispirato allo skyline di Milano e caratterizzato da strisce asimmetriche; il colletto è a girocollo mentre le spalle e le maniche sono nere. Gli sponsor Pirelli e Driver tornano ad essere bianchi, così come nomi e numero. La seconda maglia è come di consueto bianca e si caratterizza per le maniche bicolore: quella destra è grigia davanti e nera dietro mentre quella sinistra è azzurra davanti e blu dietro; i pantaloncini bianchi presentano una riga azzurra sui lati. La terza divisa è blu scuro, con una particolare trama geometrica sul busto; gli inserti invece, compresi gli sponsor, sono di colore giallo fluo.
| Casa | Trasferta | Terza divisa | Divisa con patch 110 anni |

Inoltre in occasione dei festeggiamenti per il 110º anniversario di fondazione del club, la società ha presentato una maglia celebrativa realizzata in una tiratura limitata di 1908 esemplari (dall'anno di nascita del club): identica alla home, presenta in più la stampa degli autografi della squadra 2017-2018 nella parte frontale, la personalizzazione Inter 110 sul retro e una patch sulla manica sinistra con il logo ideato per celebrare il particolare anniversario. La patch speciale per i 110 anni è stata sfoggiata per la prima volta in concomitanza del derby di Milano del 4 aprile 2018.
| 1ª portiere | 2ª portiere | 3ª portiere |

## Organigramma societario
Area direttiva
- Presidente: Erick Thohir.
- Vice Presidente: Javier Zanetti.
- Consiglio di Amministrazione: Ren Jun, Mi Xin, Liu Jun, Yang Yang, Zhang Kangyang, Alessandro Antonello, Erick Thohir, Handy Soetedjo, Nicola Volpi.
- Collegio sindacale. Sindaci effettivi: Luca Nicodemi, Giacomo Perrone, Alessandro Padula.
- Advisory Board: Milly Moratti.
- Amministratore delegato: Alessandro Antonello.
- Chief Strategy Officer: Michael Williamson.
- Chief Football Operations Officer: Giovanni Gardini.
- Chief Revenue Officer: Michael Gandler.
- Chief Financial Officer: Tim Williams.
- Venue Commercial Director: David Garth.
- Marketing Director: Maria Laura Albini.
- Segretario generale: Massimo Cosentino.
- Direttore risorse umane: Ilaria Quattrociocche.
- Sales & Partnerships Management Director: Giorgio Brambilla.
- Global Youth Business Director: Barbara Biggi.

Area comunicazione
- Chief Communications Officer: Robert Faulkner.
- Responsabile Information Technology: Riccardo Tinnirello.
- Responsabile Ufficio Stampa e Contenuti Editoriali: Leo Picchi.
- Responsabile Rapporti con i Media ed Eventi di Comunicazione: Luigi Crippa.
- Ufficio Stampa: Daria Nicoli, Andrea Dal Canton, Federica Sala.
- Presidente Onorario Inter Club: Bedy Moratti.
- Direttore Responsabile Inter TV: Roberto Scarpini.

Area sportiva
- Direttore sportivo: Piero Ausilio.
- Vice direttore sportivo: Dario Baccin.
- Team Manager: Fabio Pinna.

Area tecnica
- Allenatore: Luciano Spalletti.
- Vice allenatore: Marco Domenichini.
- Collaboratori tecnici: Daniele Baldini, Giovanni Martusciello, Alessandro Pane.
- Preparatori atletici: Marcello Iaia, Franco Ferrini, Alberto Andolini, Giuseppe Bellistri.
- Preparatore dei portieri: Adriano Bonaiuti.
- Football analysis manager: Michele Salzarulo.
- Football Analyst: Igor Quaia, Alessandro Davite.

Area sanitaria
- Responsabile settore medico: Piero Volpi.
- Medico prima squadra: Alessandro Corsini, Alessandro Quaglia.
- Responsabile fisioterapia: Gian Nicola Bisciotti.
- Coordinatore fisioterapisti: Marco Dellacasa.
- Fisioterapisti: Massimo Dellacasa, Andrea Galli, Ramòn Cavallin, Matteo Viganò.
- Riatletizzatore: Andrea Belli.

## Rosa
Rosa e numerazione aggiornate al 17 febbraio 2018.
| N. |                       | Ruolo | Calciatore                       |
| -- | --------------------- | ----- | -------------------------------- |
| 1  | Slovenia (bandiera)   | P     | Samir Handanovič (vice capitano) |
| 2  | Argentina (bandiera)  | D     | Lisandro López                   |
| 5  | Italia (bandiera)     | C     | Roberto Gagliardini              |
| 7  | Portogallo (bandiera) | D     | João Cancelo                     |
| 8  | Brasile (bandiera)    | C     | Rafinha                          |
| 9  | Argentina (bandiera)  | A     | Mauro Icardi (capitano)          |
| 10 | Portogallo (bandiera) | C     | João Mário                       |
| 11 | Uruguay (bandiera)    | C     | Matías Vecino                    |
| 13 | Italia (bandiera)     | D     | Andrea Ranocchia                 |
| 17 | Francia (bandiera)    | A     | Yann Karamoh                     |
| 20 | Spagna (bandiera)     | C     | Borja Valero                     |
| 21 | Italia (bandiera)     | D     | Davide Santon                    |
| 23 | Italia (bandiera)     | A     | Éder                             |
| 25 | Brasile (bandiera)    | D     | Miranda                          |
| 27 | Italia (bandiera)     | P     | Daniele Padelli                  |

| N. |                       | Ruolo | Calciatore        |
| -- | --------------------- | ----- | ----------------- |
| 29 | Brasile (bandiera)    | D     | Dalbert           |
| 33 | Italia (bandiera)     | D     | Danilo D'Ambrosio |
| 37 | Slovacchia (bandiera) | D     | Milan Škriniar    |
| 44 | Croazia (bandiera)    | C     | Ivan Perišić      |
| 46 | Italia (bandiera)     | P     | Tommaso Berni     |
| 55 | Giappone (bandiera)   | D     | Yūto Nagatomo     |
| 61 | Belgio (bandiera)     | D     | Zinho Vanheusden  |
| 63 | Belgio (bandiera)     | C     | Xian Emmers       |
| 64 | Italia (bandiera)     | C     | Nicolò Zaniolo    |
| 77 | Croazia (bandiera)    | C     | Marcelo Brozović  |
| 87 | Italia (bandiera)     | C     | Antonio Candreva  |
| 89 | Italia (bandiera)     | P     | Marco Pissardo    |
| 98 | Italia (bandiera)     | D     | Manuel Lombardoni |
| 99 | Italia (bandiera)     | A     | Andrea Pinamonti  |

## Calciomercato

### Sessione estiva(dal 3/7 al 31/8)
| Acquisti         | Acquisti             | Acquisti       | Acquisti                                                                             |
| R.               | Nome                 | da             | Modalità                                                                             |
| ---------------- | -------------------- | -------------- | ------------------------------------------------------------------------------------ |
| P                | Daniele Padelli      | Torino         | svincolato                                                                           |
| D                | João Cancelo         | Valencia       | prestito con diritto di riscatto (35 milioni €)                                      |
| D                | Dalbert Henrique     | Nizza          | definitivo (20 milioni € più 6 milioni € di bonus)                                   |
| D                | Federico Dimarco     | Empoli         | fine prestito                                                                        |
| D                | Andrea Ranocchia     | Hull City      | fine prestito                                                                        |
| D                | Milan Škriniar       | Sampdoria      | definitivo (34 milioni €)                                                            |
| D                | Alessandro Bastoni   | Atalanta       | definitivo (31,1 milioni €)                                                          |
| C                | Roberto Gagliardini  | Atalanta       | riscatto cartellino (20 milioni €)                                                   |
| C                | Assane Gnoukouri     | Udinese        | fine prestito                                                                        |
| C                | Borja Valero         | Fiorentina     | definitivo (5,5 milioni € più 1,5 milioni € di bonus)                                |
| C                | Matías Vecino        | Fiorentina     | definitivo (24 milioni €)                                                            |
| A                | Stevan Jovetić       | Siviglia       | fine prestito                                                                        |
| A                | Yann Karamoh         | Caen           | prestito biennale con obbligo di riscatto (5,5 milioni € più 1,5 milioni € di bonus) |
| Altre operazioni |                      |                |                                                                                      |
| R.               | Nome                 | da             | Modalità                                                                             |
| P                | Francesco Bardi      | Frosinone      | fine prestito                                                                        |
| P                | Davide Costa         | Vicenza        | fine prestito                                                                        |
| P                | Raffaele Di Gennaro  | Ternana        | fine prestito                                                                        |
| D                | Andrea Bandini       | Mantova        | fine prestito                                                                        |
| D                | Fabio Della Giovanna | Ternana        | fine prestito                                                                        |
| D                | Isaac Donkor         | Cesena         | fine prestito                                                                        |
| D                | Fabio Eguelfi        | Pro Vercelli   | fine prestito                                                                        |
| D                | Bright Gyamfi        | Benevento      | fine prestito                                                                        |
| C                | Enrico Baldini       | Pro Vercelli   | fine prestito                                                                        |
| C                | Niccolò Belloni      | Avellino       | fine prestito                                                                        |
| C                | Andrea Palazzi       | Pro Vercelli   | fine prestito                                                                        |
| C                | Andrea Romanò        | Reggina        | fine prestito                                                                        |
| C                | Lorenzo Tassi        | Feralpisalò    | fine prestito                                                                        |
| C                | Nicolò Zaniolo       | Virtus Entella | definitivo (1,8 milioni €)                                                           |
| A                | Gaston Camara        | Brescia        | fine prestito                                                                        |
| A                | Facundo Colidio      | Boca Juniors   | definitivo (7 milioni €)                                                             |
| A                | José Correia         | Marbella FC    | fine prestito                                                                        |
| A                | Felice D'Amico       | Palermo        | definitivo                                                                           |
| A                | Francesco Forte      | Perugia        | fine prestito                                                                        |
| A                | Samuele Longo        | Girona         | fine prestito                                                                        |
| A                | Rey Manaj            | Pisa           | fine prestito                                                                        |
| A                | Jens Odgaard         | Lyngby         | definitivo (1,5 milioni €)                                                           |
| A                | George Pușcaș        | Benevento      | fine prestito                                                                        |

| Cessioni         | Cessioni             | Cessioni       | Cessioni                                                                      |
| R.               | Nome                 | a              | Modalità                                                                      |
| ---------------- | -------------------- | -------------- | ----------------------------------------------------------------------------- |
| P                | Juan Pablo Carrizo   | Monterrey      | svincolato                                                                    |
| D                | Marco Andreolli      | Cagliari       | svincolato                                                                    |
| D                | Cristian Ansaldi     | Torino         | prestito biennale oneroso (2 milioni €) con obbligo di riscatto (2 milioni €) |
| D                | Federico Dimarco     | Sion           | definitivo (4 milioni €)                                                      |
| D                | Caner Erkin          | Beşiktaş       | riscatto cartellino (750.000 €)                                               |
| D                | Juan Jesus           | Roma           | riscatto cartellino (8 milioni €)                                             |
| D                | Jeison Murillo       | Valencia       | prestito biennale con obbligo di riscatto (13 milioni €)                      |
| D                | Senna Miangue        | Cagliari       | definitivo (3,5 milioni €)                                                    |
| D                | Alessandro Bastoni   | Atalanta       | prestito biennale                                                             |
| D                | Trent Sainsbury      | Jiangsu Suning | fine prestito                                                                 |
| C                | Éver Banega          | Siviglia       | definitivo (9 milioni €)                                                      |
| C                | Jonathan Biabiany    | Sparta Praga   | prestito con diritto di riscatto (4 milioni €)                                |
| C                | Geoffrey Kondogbia   | Valencia       | prestito con diritto di riscatto (25 milioni €)                               |
| C                | Gary Medel           | Beşiktaş       | definitivo (2,5 milioni €)                                                    |
| C                | Felipe Melo          | Palmeiras      | definitivo (0 €)                                                              |
| C                | Saphir Taïder        | Bologna        | riscatto cartellino (4 milioni €)                                             |
| A                | Gabriel Barbosa      | Benfica        | prestito con diritto di riscatto (25 milioni €)                               |
| A                | Stevan Jovetić       | Monaco         | definitivo (11 milioni €)                                                     |
| A                | Gianluca Caprari     | Sampdoria      | definitivo (15 milioni €)                                                     |
| A                | Rodrigo Palacio      | Bologna        | svincolato                                                                    |
| Altre operazioni |                      |                |                                                                               |
| R.               | Nome                 | a              | Modalità                                                                      |
| P                | Francesco Bardi      | Frosinone      | prestito                                                                      |
| P                | Davide Costa         | Gubbio         | prestito                                                                      |
| P                | Raffaele Di Gennaro  | Spezia         | prestito                                                                      |
| P                | Michele Di Gregorio  | Renate         | prestito                                                                      |
| P                | Ionuț Andrei Radu    | Avellino       | prestito                                                                      |
| D                | Andrea Bandini       | Brescia        | prestito con diritto di riscatto                                              |
| D                | Andrea Cagnano       | Santarcangelo  | prestito                                                                      |
| D                | Fabio Della Giovanna | SPAL           | definitivo                                                                    |
| D                | Isaac Donkor         | Cesena         | definitivo                                                                    |
| D                | Fabio Eguelfi        | Atalanta       | definitivo (1,5 milioni €)                                                    |
| D                | Andreaw Gravillon    | Benevento      | definitivo (1,5 milioni €)                                                    |
| D                | Bright Gyamfi        | Benevento      | riscatto cartellino (280.000 €)                                               |
| D                | Alex Mattioli        | Renate         | prestito                                                                      |
| D                | Giacomo Sciacca      | Alessandria    | prestito                                                                      |
| D                | Eloge Yao            | Lugano         | definitivo                                                                    |
| C                | Enrico Baldini       | Ascoli         | definitivo                                                                    |
| C                | Niccolò Belloni      | Carpi          | prestito con diritto di riscatto e controriscatto                             |
| C                | Mattia Bonetto       | Prato          | prestito                                                                      |
| C                | Marco Carraro        | Pescara        | prestito                                                                      |
| C                | Riccardo Gaiola      | Santarcangelo  | prestito                                                                      |
| C                | Andrea Palazzi       | Pescara        | prestito                                                                      |
| C                | Andrea Romanò        | Monza          | prestito                                                                      |
| C                | Melkamu Taufer       | Arzachena      | prestito                                                                      |
| A                | Axel Bakayoko        | Sochaux        | prestito                                                                      |
| A                | Gaston Camara        | Gil Vicente    | prestito                                                                      |
| A                | José Correia         | Catania        | prestito                                                                      |
| A                | Francesco Forte      | Spezia         | prestito                                                                      |
| A                | Samuele Longo        | Tenerife       | prestito                                                                      |
| A                | Rey Manaj            | Granada        | prestito                                                                      |
| A                | Roberto Ogunseye     | Olbia          | definitivo                                                                    |
| A                | George Pușcaș        | Benevento      | prestito                                                                      |
| A                | Rigoberto Rivas      | Brescia        | prestito                                                                      |
| A                | Moussa Souarè        | Monopoli       | prestito                                                                      |

### Sessione invernale(dal 3/1 al 31/1)
| Acquisti         | Acquisti        | Acquisti   | Acquisti                                                                 |
| R.               | Nome            | da         | Modalità                                                                 |
| ---------------- | --------------- | ---------- | ------------------------------------------------------------------------ |
| D                | Lisandro López  | Benfica    | prestito (450.000 €) con diritto di riscatto (9 milioni €)               |
| C                | Rafinha         | Barcellona | prestito con diritto di riscatto (35 milioni € più 3 milioni € di bonus) |
| A                | Gabriel Barbosa | Benfica    | fine prestito                                                            |
| Altre operazioni |                 |            |                                                                          |
| R.               | Nome            | da         | Modalità                                                                 |
| A                | George Pușcaș   | Benevento  | fine prestito                                                            |

| Cessioni         | Cessioni         | Cessioni       | Cessioni                              |
| R.               | Nome             | a              | Modalità                              |
| ---------------- | ---------------- | -------------- | ------------------------------------- |
| D                | Dodô             | Sampdoria      | riscatto del cartellino (5 milioni €) |
| D                | Yūto Nagatomo    | Galatasaray    | prestito (700.000 €)                  |
| D                | Zinho Vanheusden | Standard Liegi | prestito                              |
| C                | João Mário       | West Ham Utd   | prestito (1,2 milioni €)              |
| A                | Gabriel Barbosa  | Santos         | prestito (1,5 milioni €)              |
| Altre operazioni |                  |                |                                       |
| R.               | Nome             | a              | Modalità                              |
| A                | George Pușcaș    | Novara         | prestito                              |

## Risultati

### Serie A

#### Girone di andata
| Arbitro: | Tagliavento (Terni) |

|                                   |           |  |
| Icardi 6’ (rig.), 15’ Perišić 79’ | Marcatori |  |

| Arbitro: | Irrati (Pistoia) |

|           |           |                            |
| Džeko 15’ | Marcatori | 67’, 77’ Icardi 87’ Vecino |

| Arbitro: | Gavillucci (Latina) |

|                               |           |  |
| Icardi 27’ (rig.) Perišić 87’ | Marcatori |  |

| Arbitro: | Banti (Livorno) |

|  |           |                            |
|  | Marcatori | 82’ Škriniar 90+2’ Perišić |

| Arbitro: | Di Bello (Brindisi) |

|           |           |                   |
| Verdi 32’ | Marcatori | 77’ (rig.) Icardi |

| Arbitro: | Guida (Torre Annunziata) |

|                |           |  |
| D'Ambrosio 87’ | Marcatori |  |

| Arbitro: | Doveri (Roma) |

|                  |           |                   |
| D'Alessandro 42’ | Marcatori | 19’, 22’ Brozović |

| Arbitro: | Tagliavento (Terni) |

|                             |           |                                |
| Icardi 28’, 63’, 90’ (rig.) | Marcatori | 56’ Suso 81’ (aut.) Handanovič |

| Napoli 21 ottobre 2017, ore 20:45 CEST 9ª giornata | Napoli          | 0 – 0 referto | Inter | Stadio San Paolo (49.672 spett.)\| Arbitro: \| Banti (Livorno) \| |
| Arbitro:                                           | Banti (Livorno) |               |       |                                                                   |

| Arbitro: | Guida (Torre Annunziata) |

|                              |           |                               |
| Škriniar 18’ Icardi 32’, 55’ | Marcatori | 64’ Kownacki 85’ Quagliarella |

| Arbitro: | Gavillucci (Latina) |

|                    |           |                        |
| Pazzini 59’ (rig.) | Marcatori | 35’ Valero 67’ Perišić |

| Arbitro: | Orsato (Schio) |

|          |           |            |
| Éder 79’ | Marcatori | 59’ Falque |

| Arbitro: | Fabbri (Ravenna) |

|                 |           |  |
| Icardi 51’, 60’ | Marcatori |  |

| Arbitro: | Pairetto (Nichelino) |

|               |           |                              |
| Pavoletti 71’ | Marcatori | 29’, 83’ Icardi 55’ Brozović |

| Arbitro: | Calvarese (Teramo) |

|                                                 |           |  |
| Perišić 23’, 57’, 90+2’ Icardi 38’ Škriniar 60’ | Marcatori |  |

| Torino 9 dicembre 2017, ore 20:45 CET 16ª giornata | Juventus      | 0 – 0 referto | Inter | Allianz Stadium (41.418 spett.)\| Arbitro: \| Valeri (Roma) \| |
| Arbitro:                                           | Valeri (Roma) |               |       |                                                                |

| Arbitro: | Mariani (Aprilia) |

|            |           |                                          |
| Icardi 15’ | Marcatori | 14’ Lasagna 61’ (rig.) De Paul 77’ Barák |

| Arbitro: | Doveri (Roma 1) |

|                |           |  |
| Falcinelli 34’ | Marcatori |  |

| Milano 30 dicembre 2017, ore 18:00 CET 19ª giornata | Inter            | 0 – 0 referto | Lazio | Stadio Giuseppe Meazza (61.852 spett.)\| Arbitro: \| Rocchi (Firenze) \| |
| Arbitro:                                            | Rocchi (Firenze) |               |       |                                                                          |

#### Girone di ritorno
| Arbitro: | Valeri (Roma) |

|               |           |            |
| Simeone 90+1’ | Marcatori | 55’ Icardi |

| Arbitro: | Massa (Imperia) |

|            |           |                 |
| Vecino 86’ | Marcatori | 31’ El Shaarawy |

| Arbitro: | Giacomelli (Trieste) |

|              |           |                   |
| Paloschi 90’ | Marcatori | 48’ (aut.) Vicari |

| Arbitro: | Orsato (Schio) |

|          |           |              |
| Éder 23’ | Marcatori | 60’ Barberis |

| Arbitro: | Valeri (Roma) |

|                     |           |             |
| Éder 2’ Karamoh 63’ | Marcatori | 25’ Palacio |

| Arbitro: | Fabbri (Ravenna) |

|                                 |           |  |
| Ranocchia 45’ (aut.) Pandev 59’ | Marcatori |  |

| Arbitro: | Pairetto (Nichelino) |

|                            |           |  |
| Škriniar 66’ Ranocchia 69’ | Marcatori |  |

| Milano 4 aprile 2018, ore 18:30 CEST 27ª giornata | Milan               | 0 – 0 referto | Inter | Stadio Giuseppe Meazza (77.512 spett.)\| Arbitro: \| Di Bello (Brindisi) \| |
| Arbitro:                                          | Di Bello (Brindisi) |               |       |                                                                             |

| Milano 11 marzo 2018, ore 20:45 CET 28ª giornata | Inter          | 0 – 0 referto | Napoli | Stadio Giuseppe Meazza (59.380 spett.)\| Arbitro: \| Orsato (Schio) \| |
| Arbitro:                                         | Orsato (Schio) |               |        |                                                                        |

| Arbitro: | Tagliavento (Terni) |

|  |           |                                              |
|  | Marcatori | 26’ Perišić 30’ (rig.), 31’, 44’, 51’ Icardi |

| Arbitro: | Rocchi (Firenze) |

|                            |           |  |
| Icardi 1’, 49’ Perišić 13’ | Marcatori |  |

| Arbitro: | Tagliavento (Terni) |

|            |           |  |
| Ljajić 36’ | Marcatori |  |

| Bergamo 14 aprile 2018, ore 20:45 CEST 32ª giornata | Atalanta      | 0 – 0 referto | Inter | Stadio Atleti Azzurri d'Italia (20.076 spett.)\| Arbitro: \| Doveri (Roma) \| |
| Arbitro:                                            | Doveri (Roma) |               |       |                                                                               |

| Arbitro: | Pasqua (Tivoli) |

|                                                |           |  |
| Cancelo 3’ Icardi 49’ Brozović 60’ Perišić 90’ | Marcatori |  |

| Arbitro: | Valeri (Roma) |

|               |           |                        |
| Stępiński 90’ | Marcatori | 50’ Icardi 61’ Perišić |

| Arbitro: | Orsato (Schio) |

|                                |           |                                           |
| Icardi 52’ Barzagli 65’ (aut.) | Marcatori | 13’ Costa 87’ (aut.) Škriniar 89’ Higuaín |

| Arbitro: | Mazzoleni (Bergamo) |

|  |           |                                                   |
|  | Marcatori | 12’ Ranocchia 43’ Rafinha 45+1’ Icardi 71’ Valero |

| Arbitro: | Abisso (Palermo) |

|             |           |                          |
| Rafinha 80’ | Marcatori | 25’ Politano 72’ Berardi |

| Arbitro: | Rocchi (Firenze) |

|                                       |           |                                             |
| Perišić 9’ (aut.) Felipe Anderson 41’ | Marcatori | 29’ D'Ambrosio 78’ (rig.) Icardi 81’ Vecino |

### Coppa Italia

#### Fase finale
| Arbitro: | Sacchi (Macerata) |

|                                                              |                      |                                                       |
| Brozović Perišić Škriniar Gagliardini Icardi Vecino Nagatomo | Tiri di rigore 5 – 4 | Misuraca Burrai Magnaghi Lulli Stefani Ciurria Parodi |

| Arbitro: | Guida (Torre Annunziata) |

|              |           |  |
| Cutrone 104’ | Marcatori |  |

## Statistiche

### Statistiche di squadra
Statistiche aggiornate al 20 maggio 2018.
| Competizione | Punti | In casa | In casa | In casa | In casa | In casa | In casa | In trasferta | In trasferta | In trasferta | In trasferta | In trasferta | In trasferta | Totale | Totale | Totale | Totale | Totale | Totale | D.R. |
| Competizione | Punti | G       | V       | N       | P       | GF      | GS      | G            | V            | N            | P            | GF           | GS           | G      | V      | N      | P      | GF     | GS     | D.R. |
| ------------ | ----- | ------- | ------- | ------- | ------- | ------- | ------- | ------------ | ------------ | ------------ | ------------ | ------------ | ------------ | ------ | ------ | ------ | ------ | ------ | ------ | ---- |
| Serie A      | 72    | 19      | 11      | 5       | 3       | 37      | 16      | 19           | 9            | 7            | 3            | 29           | 14           | 38     | 20     | 12     | 6      | 66     | 30     | 36   |
| Coppa Italia | -     | 1       | 0       | 1       | 0       | 0       | 0       | 1            | 0            | 0            | 1            | 0            | 1            | 2      | 0      | 1      | 1      | 0      | 1      | −1   |
| Totale       | -     | 20      | 11      | 6       | 3       | 37      | 16      | 20           | 9            | 7            | 4            | 29           | 15           | 40     | 20     | 13     | 7      | 66     | 31     | 35   |

### Andamento in campionato
| Giornata  | 1 | 2 | 3 | 4 | 5 | 6 | 7 | 8 | 9 | 10 | 11 | 12 | 13 | 14 | 15 | 16 | 17 | 18 | 19 | 20 | 21 | 22 | 23 | 24 | 25 | 26 | 27 | 28 | 29 | 30 | 31 | 32 | 33 | 34 | 35 | 36 | 37 | 38 |
| --------- | - | - | - | - | - | - | - | - | - | -- | -- | -- | -- | -- | -- | -- | -- | -- | -- | -- | -- | -- | -- | -- | -- | -- | -- | -- | -- | -- | -- | -- | -- | -- | -- | -- | -- | -- |
| Luogo     | C | T | C | T | T | C | T | C | T | C  | T  | C  | C  | T  | C  | T  | C  | T  | C  | T  | C  | T  | C  | C  | T  | C  | T  | C  | T  | C  | T  | T  | C  | T  | C  | T  | C  | T  |
| Risultato | V | V | V | V | N | V | V | V | N | V  | V  | N  | V  | V  | V  | N  | P  | P  | N  | N  | N  | N  | N  | V  | P  | V  | N  | N  | V  | V  | P  | N  | V  | V  | P  | V  | P  | V  |
| Posizione | 1 | 1 | 1 | 1 | 3 | 3 | 2 | 2 | 2 | 2  | 2  | 3  | 2  | 2  | 1  | 1  | 3  | 3  | 3  | 3  | 3  | 4  | 4  | 3  | 5  | 4  | 5  | 5  | 4  | 4  | 5  | 5  | 5  | 5  | 5  | 5  | 5  | 4  |

Fonte:  Serie A – Classifiche, su sport.sky.it, Sky Sport. URL consultato il 21 agosto 2017 (archiviato dall'url originale l'11 settembre 2014).
Legenda:

Luogo: C = Casa; T = Trasferta. Risultato: V = Vittoria; N = Pareggio; P = Sconfitta.

### Statistiche dei giocatori
Sono in corsivo i calciatori che hanno lasciato la società a stagione in corso.
| Giocatore      | Serie A  | Serie A | Serie A     | Serie A    | Coppa Italia | Coppa Italia | Coppa Italia | Coppa Italia | Totale   | Totale | Totale      | Totale     |
| Giocatore      | Presenze | Reti    | Ammonizioni | Espulsioni | Presenze     | Reti         | Ammonizioni  | Espulsioni   | Presenze | Reti   | Ammonizioni | Espulsioni |
| -------------- | -------- | ------- | ----------- | ---------- | ------------ | ------------ | ------------ | ------------ | -------- | ------ | ----------- | ---------- |
| T. Berni       | 0        | 0       | 0           | 0          | 0            | 0            | 0            | 0            | 0        | 0      | 0           | 0          |
| M. Brozović    | 31       | 4       | 9           | 0          | 2            | 0            | 0            | 0            | 33       | 4      | 9           | 0          |
| J. Cancelo     | 26       | 1       | 4           | 0          | 2            | 0            | 0            | 0            | 28       | 1      | 4           | 0          |
| A. Candreva    | 35       | 0       | 4           | 0          | 1            | 0            | 0            | 0            | 36       | 0      | 4           | 0          |
| Dalbert        | 13       | 0       | 0           | 0          | 1            | 0            | 0            | 0            | 14       | 0      | 0           | 0          |
| D. D'Ambrosio  | 34       | 2       | 6           | 0          | 0            | 0            | 0            | 0            | 34       | 2      | 6           | 0          |
| Éder           | 29       | 3       | 4           | 0          | 2            | 0            | 0            | 0            | 31       | 3      | 4           | 0          |
| R. Gagliardini | 30       | 0       | 8           | 0          | 2            | 0            | 0            | 0            | 32       | 0      | 8           | 0          |
| S. Handanovič  | 38       | -28     | 0           | 0          | 1            | -1           | 0            | 0            | 39       | -29    | 0           | 0          |
| M. Icardi      | 34       | 29      | 2           | 0          | 2            | 0            | 0            | 0            | 36       | 29     | 2           | 0          |
| Y. Karamoh     | 16       | 1       | 0           | 0          | 1            | 0            | 0            | 0            | 17       | 1      | 0           | 0          |
| L. López       | 1        | 0       | 0           | 0          | 0            | 0            | 0            | 0            | 1        | 0      | 0           | 0          |
| J. Mario       | 14       | 0       | 0           | 0          | 1            | 0            | 0            | 0            | 15       | 0      | 0           | 0          |
| Miranda        | 31       | 0       | 8           | 0          | 0            | 0            | 0            | 0            | 31       | 0      | 8           | 0          |
| Y. Nagatomo    | 11       | 0       | 1           | 0          | 2            | 0            | 0            | 0            | 13       | 0      | 1           | 0          |
| I. Perišić     | 37       | 11      | 3           | 0          | 2            | 0            | 0            | 0            | 39       | 11     | 3           | 0          |
| D. Padelli     | 0        | 0       | 0           | 0          | 1            | 0            | 0            | 0            | 1        | 0      | 0           | 0          |
| A. Pinamonti   | 1        | 0       | 0           | 0          | 1            | 0            | 0            | 0            | 2        | 0      | 0           | 0          |
| Rafinha        | 17       | 2       | 1           | 0          | 0            | 0            | 0            | 0            | 17       | 2      | 1           | 0          |
| A. Ranocchia   | 10       | 2       | 4           | 0          | 2            | 0            | 0            | 0            | 12       | 2      | 4           | 0          |
| D. Santon      | 15       | 0       | 2           | 0          | 0            | 0            | 0            | 0            | 15       | 0      | 2           | 0          |
| M. Škriniar    | 38       | 4       | 2           | 0          | 2            | 0            | 1            | 0            | 40       | 4      | 3           | 0          |
| B. Valero      | 35       | 2       | 3           | 0          | 1            | 0            | 1            | 0            | 36       | 2      | 4           | 0          |
| Z. Vanheusden  | 0        | 0       | 0           | 0          | 0            | 0            | 0            | 0            | 0        | 0      | 0           | 0          |
| M. Vecino      | 29       | 3       | 7           | 1          | 2            | 0            | 1            | 0            | 31       | 3      | 8           | 1          |

## Giovanili

### Organigramma
- Direttore: Roberto Samaden.
- Responsabile Tecnico: Daniele Bernazzani.
- Responsabile Organizzativo: Alberto Celario.
- Responsabile Scouting Italia: Giuseppe Giavardi.
- Responsabile Scouting Estero: Pierluigi Casiraghi[56].
- Responsabile Medico: Marco Galli.
- Responsabile Preparatori Atletici: Roberto Niccolai.
- Responsabile Tecnico Attività di Base: Giuliano Rusca.
- Responsabile Organizzativo Attività di Base: Rachele Stucchi.
- Coordinatore Tecnico Attività di Base: Paolo Migliavacca.

### Piazzamenti
- Primavera
  - Campionato: vincitore[57].
  - Coppa Italia: quarti di finale.
  - Supercoppa: vincitore[58].
  - Youth League: ottavi di finale[59].
  - Torneo di Viareggio: vincitore[60].
- Berretti
  - Campionato: semifinali.
- Under-17
  - Campionato: quarti di finale.
- Under-16 
  - Campionato: vincitore[61].
- Under-15
  - Campionato: vincitore[62].